# Tebe Ipoplacia
Tebe Ipoplacia fu un'antica città popolata da coloni cilici ubicata in Misia, nel sud della Troade, in prossimità del golfo di Adramitto, ubicata alle falde del monte Placo (da cui l'aggettivo Ipoplacia).
Fiorente nell'età del bronzo, è conosciuta per essere stata la patria di Andromaca moglie di Ettore. La città fu distrutta da Achille durante la guerra di Troia, di cui Tebe Ipoplacia era alleata. Ultimo re della città fu Eezione, padre di Andromaca, che secondo l'Iliade sarebbe stato ucciso dallo stesso Achille.